# Polyporus fomentarius
Fomes fomentarius (nombre común hongo yesca, hongo yesquero u hongo pata de caballo) es una especie de  hongo parásito de plantas que se encuentra en Europa, Asia, África y América del Norte. La especie produce cuerpos fructíferos poliporos de grandes dimensiones que poseen la forma de un casco de caballo y cuya coloración varía del gris claro al casi negro, aunque por lo general son marrones. Crece sobre diversas especies de árboles, a los cuales infecta a través de lastimaduras de la corteza, causando decaimiento de la madera y podredumbre. La especie por lo general continúa viviendo sobre los árboles mucho tiempo después que los mismos han muerto, cambiando de ser un parásito a ser un descomponedor.
Si bien es comestible, tradicionalmente F. fomentarius ha sido considerado el principal ingrediente de amadou, un material utilizado sobre todo como yesca, aunque también se lo emplea para confeccionar ropa y otros elementos. Ötzi, el llamado «hombre de hielo», de 5300 años de antigüedad, llevaba consigo cuatro trozos de F. fomentarius, que se cree que usaba como yesca. También posee usos medicinales y otras aplicaciones. La especie es tanto una plaga como útil en la producción de madera.

## Taxonomía
La primera descripción científica del hongo aparece en la literatura en la obra Species Plantarum de 1753 de Carl Linnaeus; él la denominó Boletus fomentarius. El epíteto específico fomentarius proviene del vocablo en Latín fomentum, en referencia a la yesca. La especie ha sido descrita como miembros de numerosos géneros distintos. En 1783, Jean-Baptiste Lamarck la denominó Agaricus fomentarius en su Encyclopédie Méthodique: Botanique. En 1818, Georg Friedrich Wilhelm Meyer describió al  Polyporus fomentarius en su Primitiae Florae Essequeboensis, y este nombre fue seguido por Elias Magnus Fries en la publicación de 1821 de su primer volumen de su Systema Mycologicum. Posteriormente Fries, en su obra Summa vegetabilium Scandinaviae de 1849, movió la especie al género Fomes. Los intentos posteriores de cambiar el género de la especie no tuvieron éxito; la especie fue llamada Placodes fomentarius por Lucien Quélet en 3n 1886, Ochroporus fomentarius por Joseph Schröter en 1888 y Scindalma fomentarium por Otto Kuntze en 1898. En el siglo XX, Narcisse Théophile Patouillard denominó a la especie Ungulina fomentaria en 1900, y William Murrill dos veces reubicó a la especie; en 1903, la llamó Elfvingia fomentaria y en 1914, la denominó Elfvingiella fomentaria. En 1963, Shu Chün Teng la llamó Pyropolyporus fomentarius. Estos nombres están considerados sinónimos obligados; o sea, nombres diferentes de la misma especie basados en una única descripción o espécimen.

## Descripción

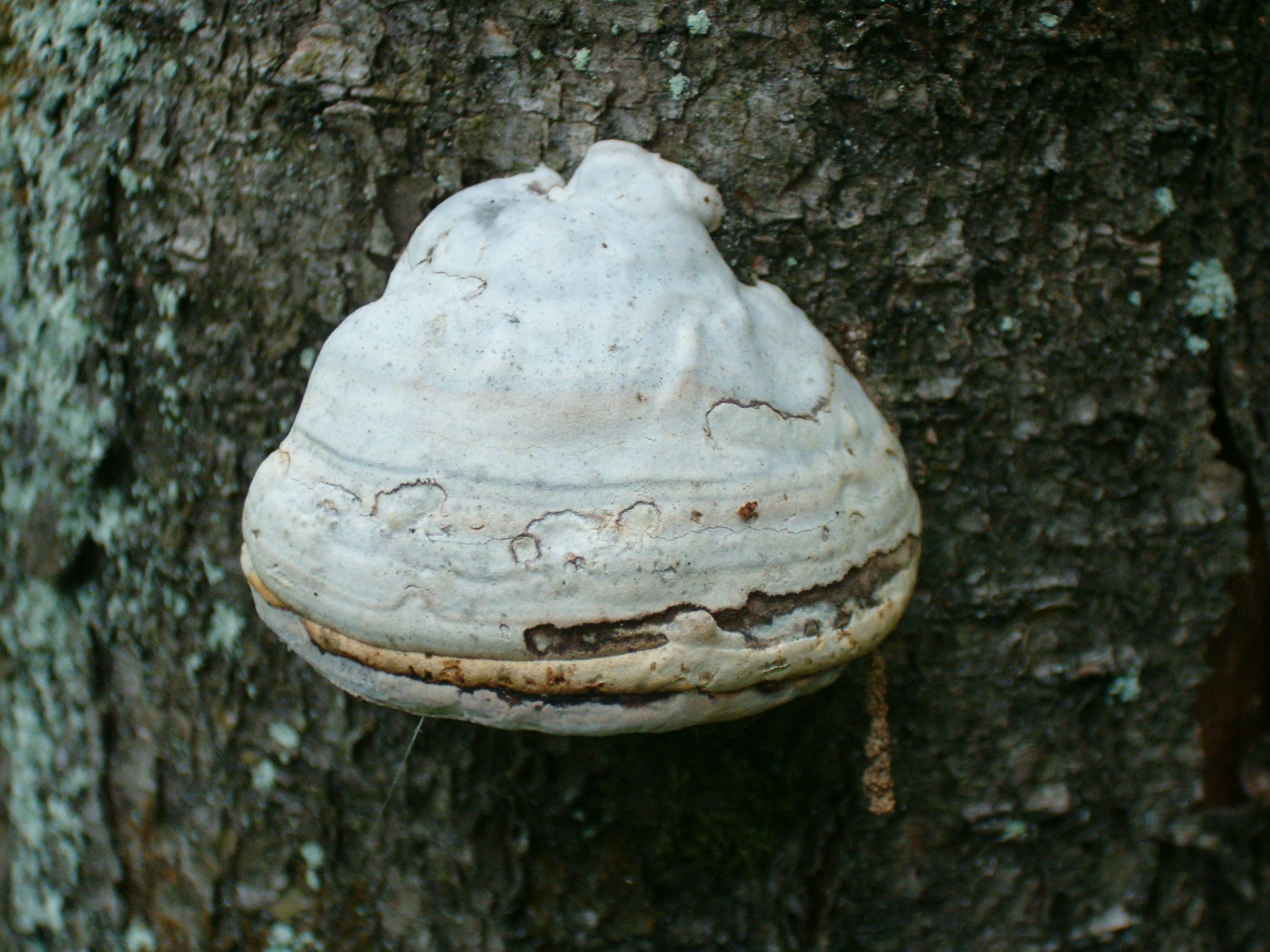
F. fomentarius puede tomar colores desde el gris claro hasta casi negro.

Fomes fomentarius posee un cuerpo cuyo plato mide entre 5 a 45 cm por  3 a 25 cm con un espesor de 2 a 25 cm, que abraza al árbol sobre el cual crece el hongo. Su forma típica es la de un casco de caballo, puede también tomar una forma más de plato con un apéndice umbonado al substrato. La especie por lo general posee franjas anchas concéntricas, con un canto marcado y redondeado. Su carne es dura y fibrosa, y de un color marrón canela. La superficie superior es dura, rugosa, y leñosa, con colores que van del marrón claro al gris. El margen es blanquecino durante los períodos de crecimiento. La dura corteza mide unos 1 a 2 mm de espesor, y cubre la carne dura. Su cara inferior posee poros circulares de un color crema cuando nuevos, que al madurar pasan a un tono marrón, aunque se oscurecen al manipularlos. Los poros son circulares, y hay de 2 a 3 poros por milímetro. Los tubos miden de 2 a 7 mm de largo y son de un color marrón ocre.
La coloración y tamaño del cuerpo puede variar dependiendo de donde crece el espécimen. Se han observado especímenes de color blanco-plateado, grisáceos y casi negros. Los de cuerpos oscuros antiguamente habían sido clasificados como Fomes nigricans, pero en la actualidad este es reconocido como un sinónimo de Fomes fomentarius. El color por lo general es más claro en latitudes y altitudes menores, como también en especímenes en el hemisferio norte que crecen sobre el lateral sur de los árboles. Sin embargo, los estudios realizados han determinado que no existe una forma confiable de diferencias variedades; en cambio las diferencias de fenotipo pueden "ser atribuidas o bien a diferentes ecotipos o a interacciones entre el genotipo y su medio ambiente".

### Características microscópicas

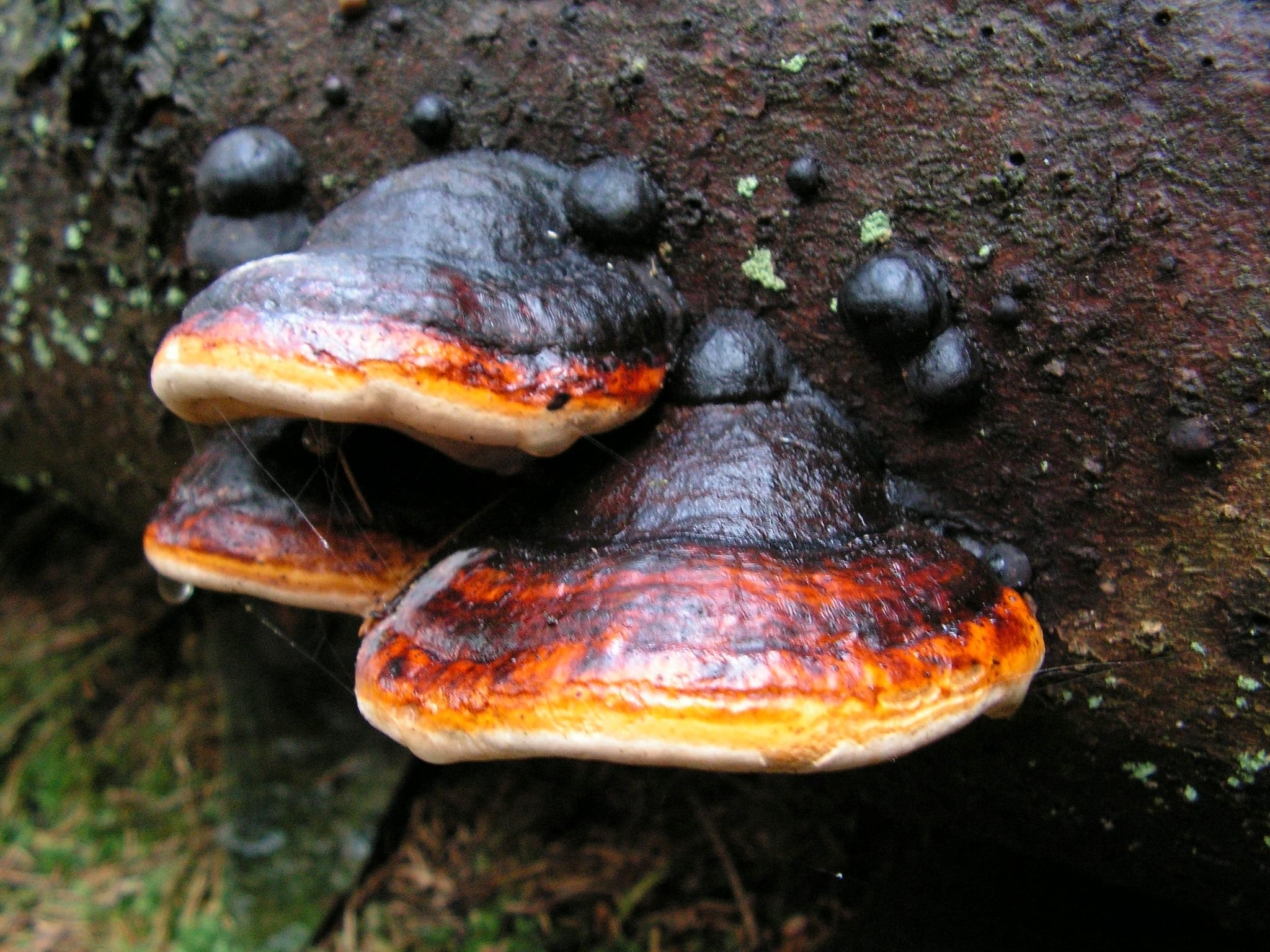
Fomitopsis pinicola es una especie de apariencia exterior similar.

Las esporas son de color amarillo-limón, y de forma oblonga-elipsoide. Miden unos 15–20 por 5–7 μm. La especie posee una estructura hifal trimítica (que significa que posee una hifa generativa, esquelética y adhesiva), con hifas generativa (hifas que son indeferenciadas y pueden desarrollar estructuras reproductivas) con conexión en fíbula.

### Especies similares
Es fácil confundir a Fomes fomentarius con la especie Phellinus igniarius, del género Ganoderma y con el Fomitopsis pinicola. Una forma fácil de distinguir el F. fomentarius es agregando una gota de hidróxido de potasio a un pequeño trozo del cuerpo superior del hongo. La solución tomará un color sangre oscura si el espécimen es F. fomentarius, a causa de la presencia del compuesto fomentariol.

## Hábitat y distribución
F. fomentarius posee una distribución circumboreal, se lo encuentra en el norte y sur de África, a través de Asia y el este de América del Norte, y toda Europa, y se lo encuentra con frecuencia. La temperatura óptima para que esta especie se desarrolle es entre 27 a 30 C y que no supere 34 a 38 C. F. fomentarius por lo general crece solitario, pero a veces se pueden encontrar varios hongos sobre el mismo tronco. Por lo general la especie crece sobre troncos de árboles de maderas duras. En las zonas del norte, es muy común se desarrolle sobre abedul, mientras que en el sur, es más común encontrarlo sobre troncos de  haya. En el Mediterráneo, el roble es su base preferida. La especie también crece en el arce, cerezo, pacana, tilo, álamo, sauce, aliso, cape, sicomoro, y excepcionalmente en maderas blandas, tales como coníferas.

## Usos e importancia

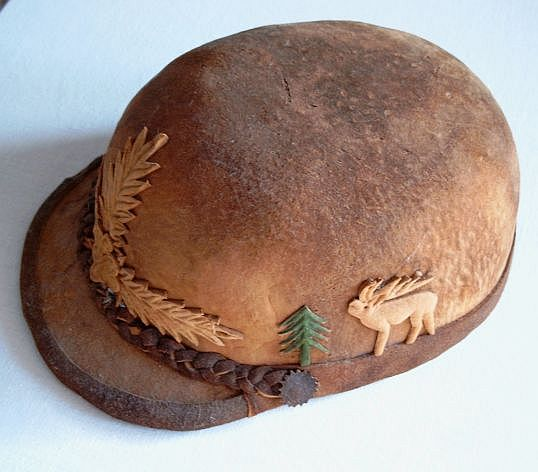
Gorro fabricado de amadou.

La especie no es considerada comestible; su carne posee un sabor agrio, con un leve aroma frutado. El hongo es significativo desde un punto económico ya que los árboles afectados pierden su valor como fuente de madera para construcción. Dado que el Fomes fomentarius infecta a los árboles a través lastimaduras en la corteza, a menudo infecta árboles que ya han sido debilitados por la enfermedad de la corteza del abedul. Sin embargo, es un parásito demasiado débil para infectar árboles sanos, y por lo tanto posee el valor de ayudar a descomponer madera sin uso comercial.

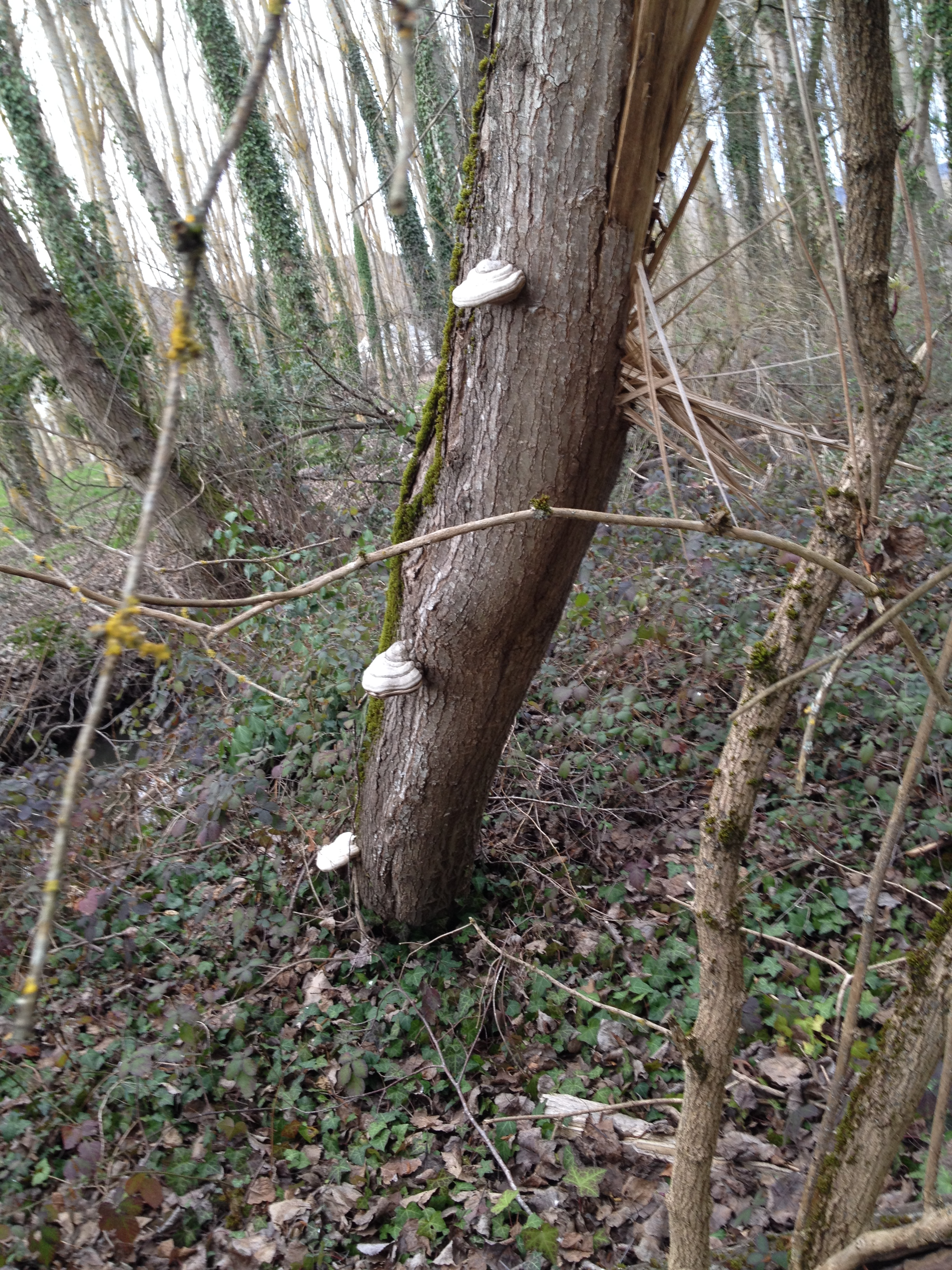
Polyporus fomentarius sobre Populus sp

### Amadou
La especie es muy conocida por su empleo para hacer fuego. Esta especie, al igual que otras, tal como Phellinus igniarius, puede ser utilizada para preparar amadou, una yesca. El amadou se produce a partir de la carne del hongo. El cuerpo del hongo es sumergido en agua antes de ser cortado en tiras, que luego son machacadas y estiradas, separando las fibras. El material obtenido es denominado "amadou rojo". El agregado de pólvora o nitro produce una yesca aún más potente. La pulpa era utilizada para fabricar ropas, incluidos gorros, guantes y breeches. El amadou era utilizado por los dentistas como medicina, quienes lo empleaban para secar el diente, y los cirujanos que lo empleaban como un antihemorrágico. Aún se lo emplea en la actualidad en pesca con mosca para secar moscas artificiales. En Europa y especialmente en Bohemia se han hallado otros elementos de vestimentas y hasta marcos de cuadros y ornamentos fabricados con este hongo. Se sabe que el hongo era utilizado para prender fuegos en Hedeby, y existe evidencia que indica que el hongo ya era utilizado en el 3000 a. C..  Cuando se encontró el cuerpo de Ötzi el hombre de hielo de 5000 años de antigüedad, se encontró que transportaba cuatro trozos de F. fomentarius. Estudios químicos permitieron establecer que los transportaba para usarlos como yesca.

## Nombres comunes
- agárico de los cirujanos, agárico de encina, agárico yesquero.[21]